# Kepler-4b
Kepler-4b, ban đầu được gọi với cái tên là KOI 7.01, là một hành tinh ngoài hệ mặt trời lần đầu tiên được phát hiện bởi phương pháp quá cảnh bởi tàu vũ trụ Kepler.  Bán kính và khối lượng của nó tương tự như của Sao Hải Vương;  tuy nhiên, do ở quá gần ngôi sao chủ, nó nóng hơn đáng kể so với bất kỳ hành tinh nào trong Hệ Mặt trời. Phát hiện về hành tinh này đã được công bố vào ngày 4 tháng 1 năm 2010 tại Washington D.C Mĩ cùng với bốn hành tinh khác ban đầu được phát hiện bởi tàu vũ trụ Kepler và sau đó được xác nhận bởi các kính thiên văn tại Đài thiên văn W. M. Keck.

## Danh pháp và lịch sử
Kepler-4b được đặt tên như vậy vì nó là hành tinh đầu tiên được phát hiện trên quỹ đạo của ngôi sao Kepler-4. ngôi sao được đặt tên theo sứ mệnh Kepler, một sứ mệnh của vệ tinh của NASA nhằm tìm hành tinh có sự sống ở vùng chòm sao Cygnus và Lyra. Lúc đầu, Kepler-4b được kính viễn vọng Kepler phát hiện bằng phương pháp khóa cảnh với kí hiệu là KOI 7.01.

## Ngôi sao mẹ
Kepler-4b là một ngôi sao giống mặt trời nằm cách Trái đất khoảng 1610 năm ánh sáng, thuộc chòm sao Draco.

## Đặc điểm của hành tinh
Kepler-4b quay quanh ngôi sao mẹ trong khoảng thời gian là 3,213 ngày ở khoảng cách 0,046 AU. Khoảng cách từ Kepler-4b đến sao mẹ gần đến mức nó gần sao chủ hơn 8 lần so với khoảng cách từ sao Thủy tới Mặt trời. Chính vì thế nên nhiệt độ tại đây có thể lên đến 1700 kelvin (2600 °F) (1426 °C). Hành tinh này ước tính có bán kính gấp 25 lần Trái Đất (159275 km) và khối lượng gấp bốn lần Trái Đất. Bán kính và khối lượng mặc dù tương đương với sao Hải Vương, nhưng nhiệt độ thì không tương đồng với bất kỳ hành tinh nào trong hệ mặt trời. Độ lệch tâm của Kepler-4b được giả định là 0, tuy nhiên trong một cuộc phân tích về các dữ liệu khám phá đã tìm thấy giá trị là 0,25 ± 0,12.